# Wake Up, Girls!
Wake Up, Girls!(웨이크 업, 걸즈!)는 Ordet, 다쓰노코 프로덕션이 제작한 애니메이션 시리즈이다. 야마모토 유타카가 감독을 맡았다. "Wake Up, Girls! 일곱 명의 아이돌"(일본어: Wake Up, Girls! 七人のアイドル)은 일본에서 2014년 1월 10일에 개봉했고, 다음 날에 일본에서 텔레비전 방송을 시작하여 2014년 1월 11일과 3월 28일 사이에 방영되었다. 영화는 발매 이후 108개국에서 온라인으로 스트리밍 방송이 되면서 영화와 텔레비전 애니메이션 시리즈 모두 영어 자막이 붙은 채로 Crunchyroll에서 스트리밍되고 있다.

## 줄거리
Green Leaves 엔터테인먼트는 사업을 접으려고 하는, 일본의 북동부 지방인 도호쿠 지방에서 가장 큰 도시인 센다이에 위치한 작은 프로덕션 회사이다. 에이전시는 한때 마법사, 포토 아이돌, 예언과 다른 엔터테이너들을 관리해 왔지만 마지막 고객마저 결국 그만둔다. 말 그래도 텔런트가 아무도 없는 위험에 빠지자, 회장 탄게는 아이돌 그룹을 만들고자 하는 계획을 생각해낸다. 성급한 회장의 명령에 따라, 불만족하게 된 매니저 마츠다는 신입 텔런트를 모집하러 나간다.

### 내용주
1. ↑  TV 도쿄의 방송은 "금요일 25시 23분", 즉 다음날 1시 23분 (JST 기준)에 방영되었기 때문에 첫 방송은 기술적으로 다음날인 2014년 1월 11일에 방영되었다,

### 참조주
1. ↑  “Kannagi Director, Idolm@ster Writer Make 'Wake Up, Girls!' Anime”. 아니메 뉴스 네트워크. 2012년 9월 10일. 2013년 7월 28일에 확인함.
2. ↑  “Wake Up! Girls Anime Unveils Footage As Haruka Tomatsu, Kana Hanazawa Join Cast”. 아니메 뉴스 네트워크. 2013년 11월 30일. 2013년 12월 4일에 확인함.
3. ↑  “Animate.tv: Crunchyroll to Stream Wake Up, Girls! Anime”. 아니메 뉴스 네트워크. 2013년 12월 27일. 2014년 1월 10일에 확인함.